# Антимах Колофонский
Антимах Колофонский (др.-греч. Ἀντίμαχος ὁ Κολοφώνιος) — древнегреческий поэт V—IV века до н. э.

## Биография
Происходил из Колофона или Клароса. Согласно «Хронике» Аполлодора, расцвет его творчества приходился на конец V века (около 404—403 до н. э.). Наиболее известными произведениями Антимаха были эпическая поэма «Фиваида», на мифологические сюжеты Фиванского цикла (Семеро против Фив, поход эпигонов), и элегия «Лида», названная именем умершей возлюбленной. В этом произведении поэт утешается в своих страданиях, сравнивая их с подобными трагедиями древних героев.
Весьма значительная по объёму (вероятно, 24 книги), «Фиваида», судя по сохранившимся фрагментам, начиналась с похищения Европы и более редкого мифа о её сокрытии в пещере. В написанной элегическим дистихом поэме «Лида» Антимах соединил любовную составляющую с мифологической, тем самым преобразовав древний жанр элегии из песни утешения и назидания в лирическое книжное стихотворение. Кроме этого, упоминается его произведение «Скрижали», а также ему приписывается эпиграмма «Вооруженной Афродите». В схолиях к Гомеру Антимах указан как издатель его поэм.
Вычурность слога, обилие метафор, использование редких слов и отсылки к малоизвестным мифам не способствовали успеху произведений Антимаха у широкой публики, но были высоко оценены представителями ученого направления александрийской поэзии. Многие александрийские грамматики отдавали ему второе место после Гомера в каноне эпических поэтов. Другие классификаторы отводили ему место в первой десятке сразу за Паниасидом. Большим почитателем Антимаха был Платон, который даже отправил своего ученика Гераклида Понтийского в Колофон собирать стихи этого поэта. Его поклонниками были Посидипп и Асклепиад Самосский, называвший «Лиду» «совместным творчеством Антимаха и Муз».
Ценители стройного и ясного стиля, напротив, относились к Антимаху прохладно. Квинтилиан указывает, что слог его отличается силой и важностью (vis et gravitas), но лишен изящества и настоящего чувства, а кроме того, этот автор не владеет приемами композиции.

В самом деле, когда высота слога у какого-нибудь поэта достигается искусственно, то в ней много надуманного и напыщенного из-за частого употребления метафор, как у Антимаха.— Прокл Диадох. Комментарий к «Тимею». I, 63.
Также невысокого мнения об Антимахе был Катулл. Гораций в Послании к Пизонам в качестве примера чрезмерной растянутости повествования упоминает некоего поэта, начавшего рассказ о возвращении Диомеда с самой истории Калидонской охоты. Схолий к этому стиху называет имя Антимаха, и добавляет, что «он растянул материал так, что наполнил им 24 книги, не доведя своих вождей до Фив».
Сохранилось несколько исторических анекдотов об этом поэте. Плутарх сообщает, что однажды Антимах состязался в присутствии Лисандра с другим поэтом — Никератом из Гераклеи. Каждый читал свою поэму под названием «Лисандрия», и спартанец, имевший смутное представление о поэзии, отдал победный венок Никерату. Раздосадованный Антимах уничтожил своё произведение, и молодой Платон, восхищавшийся его стихами, утешал проигравшего, говоря ему, что для неспособных понять такую поэзию, их непонимание — такое же зло, как слепота — для незрячих.
Цицерон, ссылаясь на Демосфена, пишет, что как-то Антимах читал публике одно из своих произведений, и слушатели, утомившись от его длины, разошлись, так что остался один Платон. «Неважно, — сказал Антимах, — я продолжу чтение. Один Платон стоит больше, чем сто тысяч других».
Гермесианакт упоминает Антимаха в своем перечне несчастных любовных историй:

И Антимах был сражен любовию к Лиде лидийской,
Долго бродил он в краях, где золотится Пактол,
А по кончине её, засыпавши мертвое тело
Прахом сухим, от тоски слезы и стоны излил.
В горний придя Колофон, он наполнил стенаньями свитки
Чтимых поэм, и затем сам опочил от трудов.— Каталог влюбленных, 41—46
По словам Диона Кассия, император Адриан, будучи поклонником темного и архаичного стиля, ставил Антимаха на первое место среди эпиков: «он ниспроверг Гомера и ввел вместо него Антимаха, которого многие прежде не знали даже по имени». В подражание своему кумиру император написал весьма темное по смыслу произведение: «Катаханы» (Насмешки).
Антимах оказал сильное влияние на эллинистическую и римскую поэзию, создав жанр мифологической элегии. По его образцам были созданы элегии «К Биттиде» Филета Косского и «Леонтион» Гермесианакта. Новшеством было то, что мифы группировались не по историко-географическому или генеалогическому принципу, как у кикликов, а по содержанию (в данном случае — несчастные любовные истории). Как полагают, Антимах разрабатывал миф о любви Медеи к Ясону, введя в литературу новые сюжеты, в частности мотив усыпления змея, почерпнутый у него Валерием Флакком и создателями позднегреческой «Аргонавтики» (III—IV века). В области эпики творчество Антимаха было переходным этапом от киклической поэзии к ученому эллинистическому эпосу, непосредственным предшественником и вдохновителем которого он являлся. В схолиях к Аполлонию Родосскому Антимах упомянут не раз, и предполагается, что лирическим характером миф о Медее обязан его влиянию. Исследователи XIX века неоднократно пытались выяснить, была ли «Фиваида» Антимаха в числе источников одноименной поэмы Стация, но из-за незначительности дошедших до нас фрагментов прийти к определенному выводу не удалось.
От произведений Антимаха сохранились небольшие фрагменты. Они были изданы в сборниках Штолля (1845), Бергка (Poetae Lyrici Graeci, 1882), Клинкеля (Fragmenta epicorum Graecorum, 1877). Современное издание: Matthews V. J. Antimachus of Colophon, text and commentary. Leiden: Brill, 1996. ISBN 90-04-10468-2

## Фрагменты в русском переводе
- Эллинские поэты VIII—III вв. до н. э. (фрагменты «Фиваиды», с. 203—206) — М.: Ладомир, 1999 — ISBN 5-86218-237-3
- Древнегреческая элегия (с. 175). — СПб.: Алетейя, 1996. — ISBN 5-85233-003-26 (ошибоч.)